# MasterChef (programa de televisión argentino)
MasterChef es un programa de televisión gastronómico argentino que busca al mejor cocinero amateur del país. El formato está basado en la franquicia internacional de competencia de cocina del mismo nombre. La producción del programa está a cargo de Telefe en colaboración con BoxfishTV.
El programa cuenta con ocho ediciones, habiéndose estrenado la primera el 6 de abril de 2014. Las primeras cuatro ediciones (dos tradicionales y dos de niños) fueron conducidas por Mariano Peluffo, con un jurado conformado por Donato De Santis, Germán Martitegui y Christophe Krywonis. En 2020 se estrenó MasterChef Celebrity Argentina con la conducción de Santiago del Moro y el mismo jurado, con la salvedad de Krywonis, quién es reemplazado por Damián Betular.

## Producción
La filmación de la versión argentina de MasterChef tiene lugar en los estudios de Telefe. En dicho estudio se filma íntegramente el ciclo.

## Formato
El programa lleva un formato que consta de pruebas fáciles para principiantes en las que ocurren varios sucesos para tener como resultado una eliminación cada programa.
- Preliminares: De todos los cocineros aficionados que se presentaron al casting de entre todo el país, cientos son elegidos por su carisma y su personalidad para cocinar su plato base a los tres jueces. Cada juez prueba el platillo y da su opinión antes de votar "sí" o "no". Al recibir dos votos "sí" ganan automáticamente un delantal blanco MasterChef.
- La caja misteriosa: Los concursantes recibirán un número de ingredientes con los que deben a hacer un platillo a su gusto, teniendo la libertad de omitir los ingredientes que deseen. Una vez que los platos son terminados, los jueces eligen los tres platillos de mejor calidad y quien haya hecho el mejor debe elegir los ingredientes en la prueba de eliminación.
- Prueba por equipos: Esta prueba se realiza fuera de las cocinas de MasterChef los concursantes se dividen en dos equipos, azul y rojo, que consisten en números iguales y se les da una tarea. Los capitanes deberán elegir la receta que van a cocinar y a los concursantes que lo ayuden. Después de completar con todos los platillos, la gente elige qué comida fue mejor y el equipo perdedor se tendrá que enfrentar a la siguiente prueba.
- Prueba de eliminación: El equipo ganador observará a sus compañeros que han perdido. El equipo perdedor deberá cocinar la receta indicada por el jurado. El jurado «deliberará» y el dueño/a del «peor» plato abandonará el programa definitivamente. A esta prueba se la conoce en MasterChef Junior con el nombre de Prueba final.
- Prueba de presión: Es la prueba más dura. Una estrella importante visitará el programa y les enseñara su mejor creación y la tendrán que hacer.
- Reto creativo: El jurado tendrá que decir qué plato va a ser elaborado por los aspirantes.

## Premios
El ganador recibe el título de MasterChef, un premio monetario (250.000 pesos en la primera temporada, 350.000 pesos en la segunda, 1.200.000 en MasterChef Celebrity y 10.000.000 pesos en la tercera temporada) y la edición de un libro de recetas de su autoría, además de una beca de un año en el instituto internacional de artes culinarias Mausi Sebess.

## Temporadas
| Temporada | Ganador               | Subcampeón        | Número de finalistas | Finalistas ordenados cronológicamente de acuerdo a su eliminación | Fecha de inicio |
| --------- | --------------------- | ----------------- | -------------------- | --- | --------------- |
| 1         | Elba Rodríguez        | Pablo Fekete      | 16                   | María José Poretta, Federico Silva, Roberto Ríos, Óscar "Coto" Fernández, Ángela Raad, Mohamed Alaa, Gaia Bidin, María Sol Bazzolo, María Luján Martínez, Juan Fernández, Jo Johannes, Laureano Driussi, Laura Vides, Natalie Neuberger                                                                | 2014            |
| 2         | Alejo Lagouarde       | Martín Matroni    | 20                   | Julita del Cogliano, Diego Ávila, Claudia Ortiz, Simone Caregnato, Sol Wei, Juan Pablo Rote, Mariana Lacroze, Matías Cederbojm, Nadia Andrada, Patricia Zacarías, Julia Nocquet, Lía Cigliutti, Sebastián Ablín, Francisco Taverna, María Karapetyan, Alan Disavia, Jacinto Echandía, Mercedes Elaskar | 2015            |
| 3         | Rodolfo Vera Calderón | Estefanía Herlein | 16                   | Emilio Falbo, Micaela Bosio, Carlos Alzamora, Agustín Sampietro, Delfina Gayoso, Juan Ignacio Feibelmann, Candelaria Sorini, Juan Francisco Moro, María Sol Ferrero, Silvana Díaz, Aquiles González Sviatschi, Daniela Kompel, Antonio López, Rodrigo Salcedo                                          | 2023            |

## Ediciones de MasterChef
| Edición                  | Año  | Ganador               | Subcampeón        |
| ------------------------ | ---- | --------------------- | ----------------- |
| MasterChef               | 2014 | Elba Rodríguez        | Pablo Fekete      |
| MasterChef 2.ª temporada | 2015 | Alejo Lagouarde       | Martín Matroni    |
| MasterChef 3.ª temporada | 2023 | Rodolfo Vera Calderón | Estefanía Herlein |

## Ediciones de MasterChef Junior
| Edición             | Año         | Ganador          | Subcampeón       |
| ------------------- | ----------- | ---------------- | ---------------- |
| MasterChef Junior   | 2015        | María Sassola    | Lucas Di Giacomo |
| MasterChef Junior 2 | 2015 - 2016 | Sebastián Flores | Uziel Tarascona  |